# Disocactus ackermannii
Disocactus ackermannii är en kaktusväxtart som först beskrevs av Adrian Hardy Haworth, och fick sitt nu gällande namn av Barthlott. Disocactus ackermannii ingår i släktet Disocactus och familjen kaktusväxter.

## Underarter
Arten delas in i följande underarter:
- D. a. ackermannii
- D. a. conzattianus

## Bildgalleri

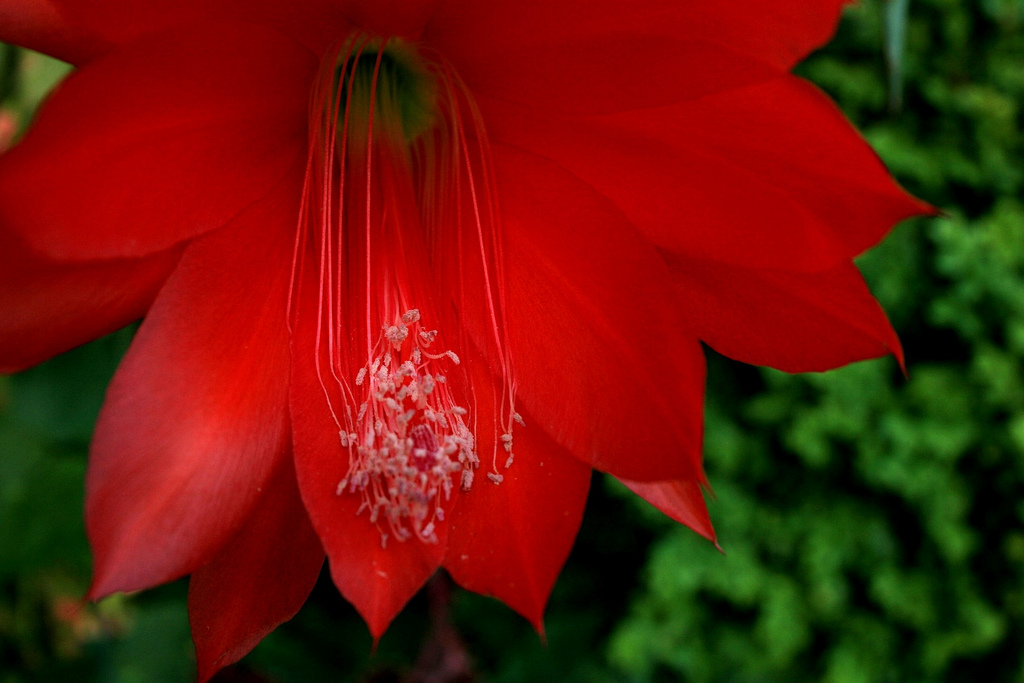
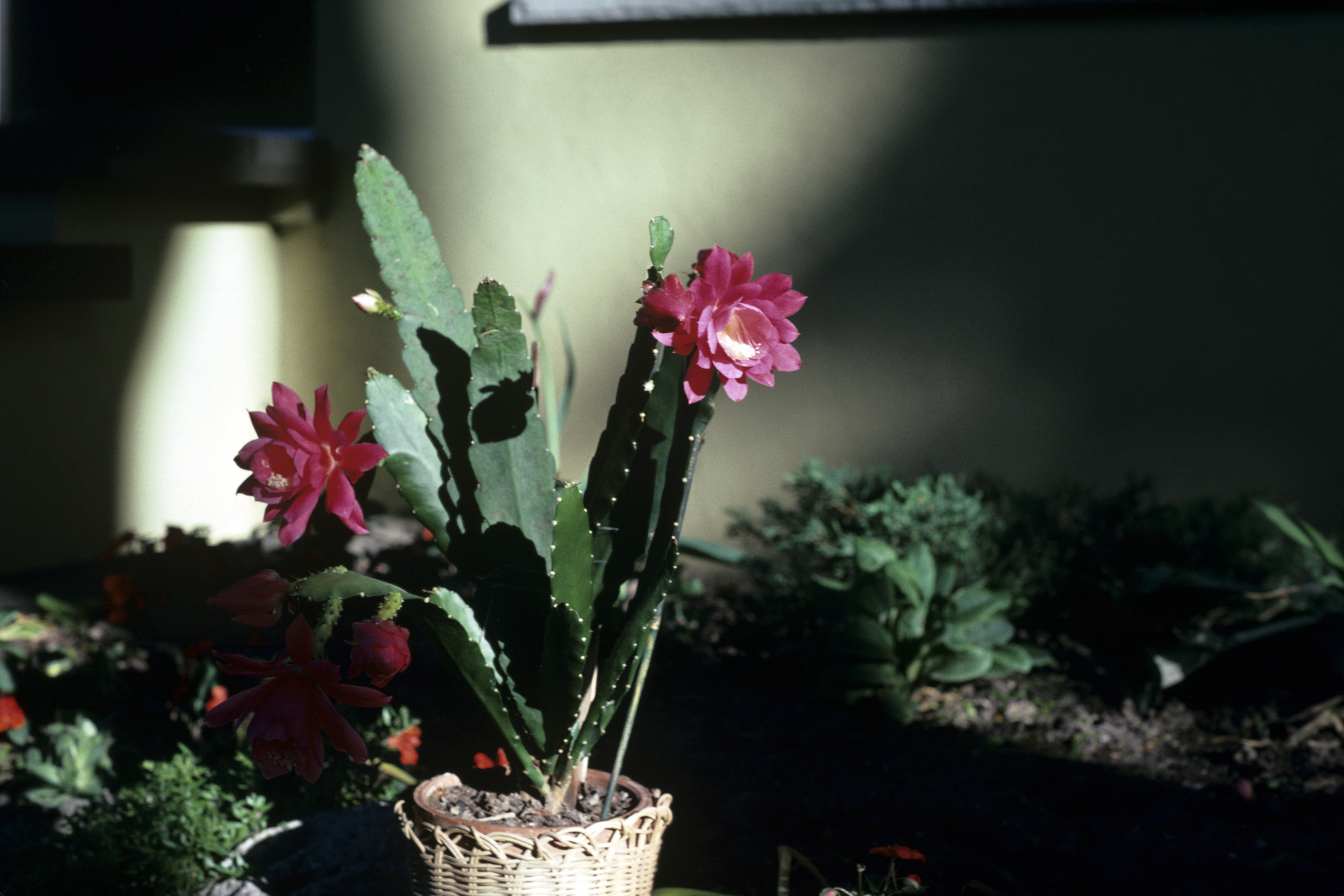
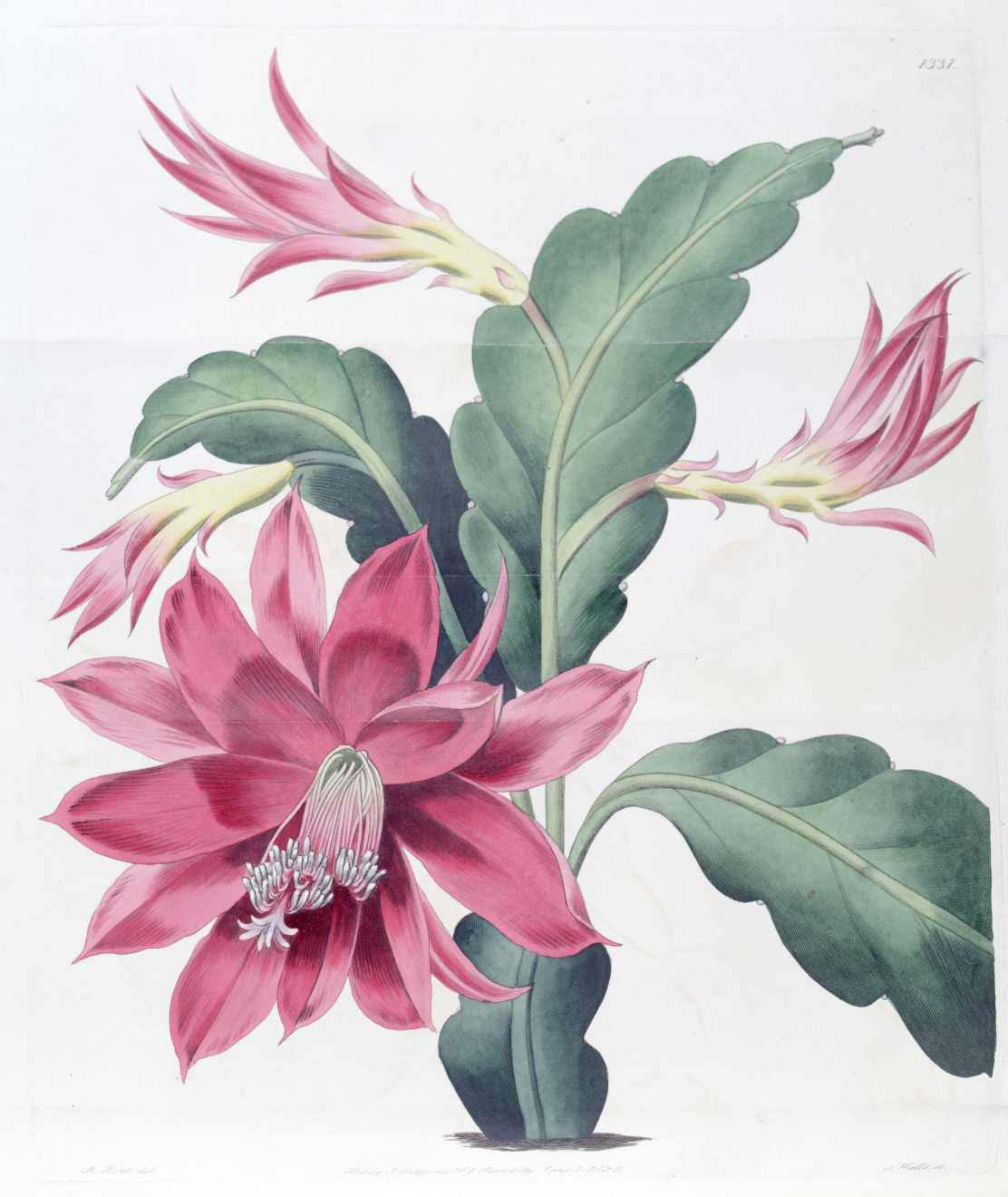
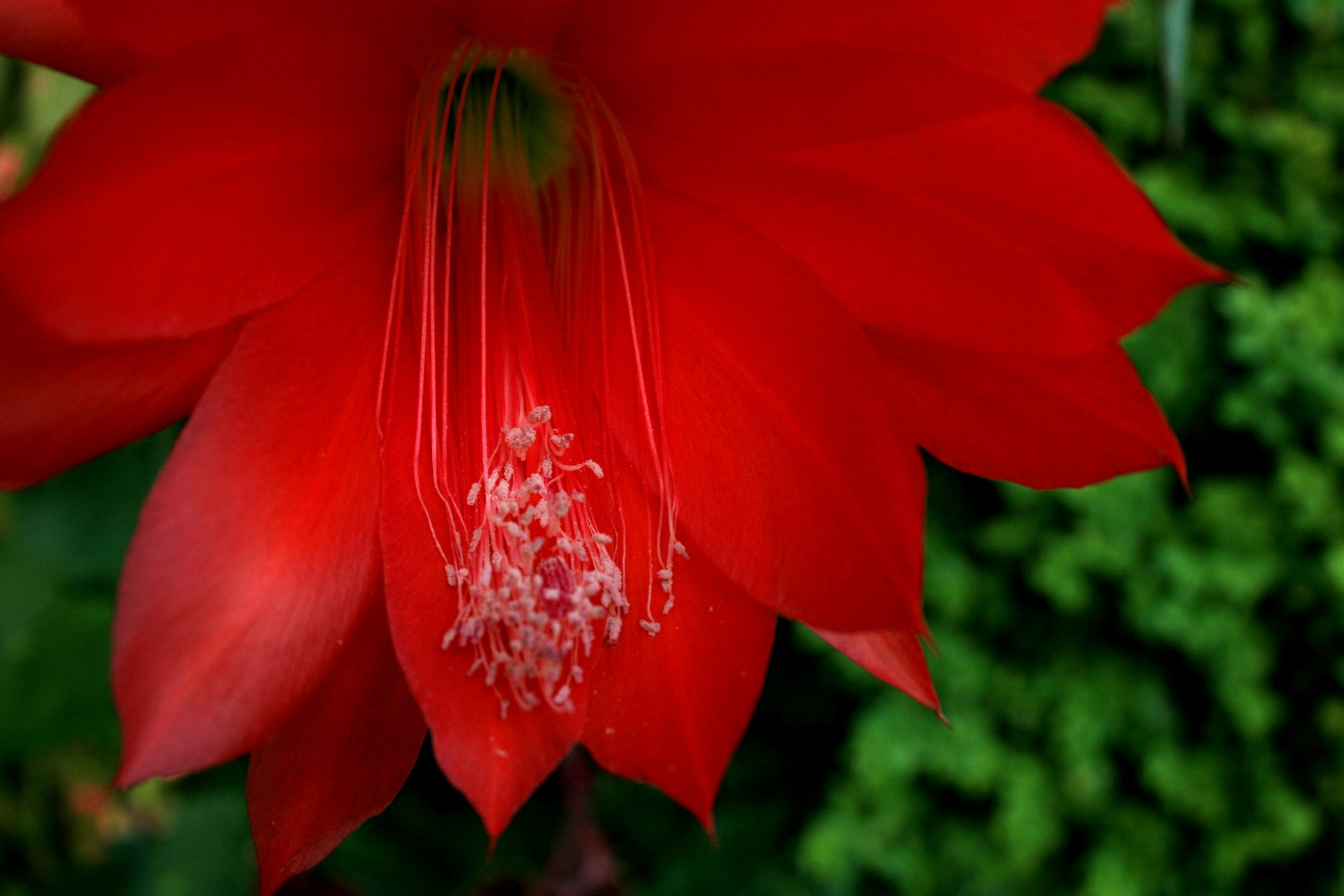
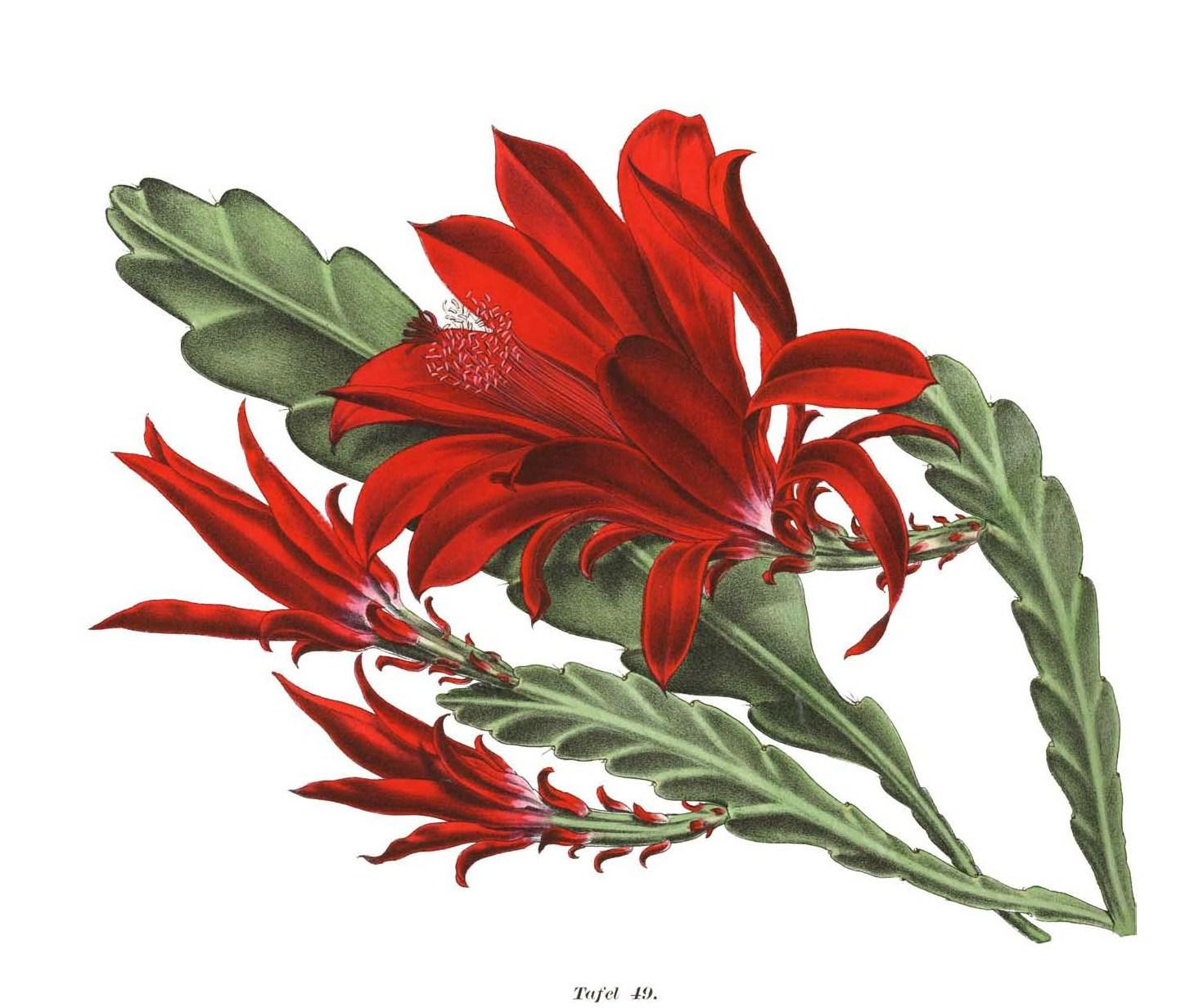
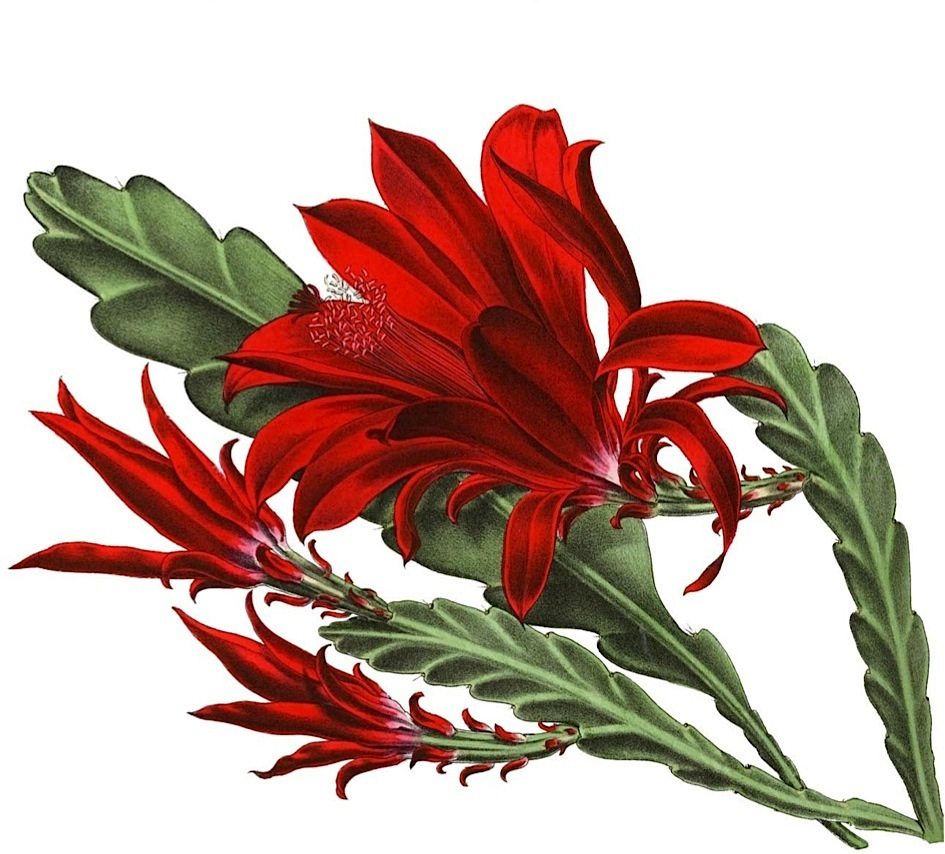